# راي بولز
راي بولز (بالإنجليزية: Ray Bowles)‏ هو مغني أمريكي، ولد في 16 يناير 1975.